# Eir (Mythologie)
Eir ist die Göttin der Heilkunde und der Heilung in der nordischen Mythologie. Sie gilt als die beste Heilerin und gehört zu den Asen, einem Geschlecht der nordischen Gottheiten. Sie wird auch unter den Dienerinnen der Menglöd, wohl eine Form der Frigg, genannt. In den Thulur ist Eir ein Name einer Walküre. Falls alle drei Gestalten eine einzige Göttin bezeichnen, könnte ursprünglich an eine wundenheilende und totenerweckende Walküre gedacht worden sein.